# Amerikaanse voetbalbeker 2017
De Lamar Hunt U.S. Open Cup 2017 was de 104e editie van de Lamar Hunt U.S. Open Cup. De competitie begon op 9 mei 2017 met de wedstrijden in de eerste ronde en eindigde op 20 september 2017 met de finale in het Children's Mercy Park in Kansas City. Sporting Kansas City versloeg in de finale New York Red Bulls met 2–1 en won zodoende voor de vierde keer de beker. Door de bekerwinst plaatste men zich voor de CONCACAF Champions League 2019.  	

## Kwart finale
|                    |                                 |       |                                 |                                                                  |
| 10 juli 2017 19:30 | San Jose Earthquakes            | 3 – 2 | LA Galaxy                       | Avaya Stadium Toeschouwers: 14.056 Scheidsrechter: Allen Chapman |
| 10 juli 2017 19:30 | Wondolowski 16', 51' Hoesen 62' |       | 3' Van Damme 84' (e.d.) Tarbell | Avaya Stadium Toeschouwers: 14.056 Scheidsrechter: Allen Chapman |

|                    |                                     |       |           |                                                                             |
| 11 juli 2017 19:30 | Sporting Kansas City                | 3 – 0 | FC Dallas | Children's Mercy Park Toeschouwers: 15.016 Scheidsrechter: Younes Marrakchi |
| 11 juli 2017 19:30 | Blessing 105+3', 105+8' Sallói 118' |       |           | Children's Mercy Park Toeschouwers: 15.016 Scheidsrechter: Younes Marrakchi |

|                    |                        |                     |                    |                                                                 |
| 13 juli 2017 19:30 | New England Revolution | 0 – 1               | New York Red Bulls | Jordan Field Toeschouwers: 2.331 Scheidsrechter: Jorge Gonzalez |
| 13 juli 2017 19:30 |                        | 87' Wright-Phillips |                    | Jordan Field Toeschouwers: 2.331 Scheidsrechter: Jorge Gonzalez |

|                       |          |          |               |                                                                           |
| 2 augustus 2017 19:30 | Miami FC | 0 – 1    | FC Cincinnati | Riccardo Silva Stadium Toeschouwers: 10.415 Scheidsrechter: Mark Kadlecik |
| 2 augustus 2017 19:30 |          | 68' Fall |               | Riccardo Silva Stadium Toeschouwers: 10.415 Scheidsrechter: Mark Kadlecik |

## Halve finale
|                       |                                                |       |                                                             |                                                                         |
| 9 augustus 2017 19:30 | Sporting Kansas City                           | 1 – 1 | San Jose Earthquakes                                        | Children's Mercy Park Toeschouwers: 16.193 Scheidsrechter: Nima Saghafi |
| 9 augustus 2017 19:30 | Rubio 32'                                      |       | 4' Hoesen                                                   | Children's Mercy Park Toeschouwers: 16.193 Scheidsrechter: Nima Saghafi |
| 9 augustus 2017 19:30 | Strafschoppen                                  |       |                                                             | Children's Mercy Park Toeschouwers: 16.193 Scheidsrechter: Nima Saghafi |
| 9 augustus 2017 19:30 | Feilhaber Rubio Sánchez Medranda Sallói Besler | 5 – 4 | Wondolowski Imperiale Cerén Qazaishvili Jungwirth Bernárdez | Children's Mercy Park Toeschouwers: 16.193 Scheidsrechter: Nima Saghafi |

|                        |                    |         |                                     |                                                                   |
| 15 augustus 2017 20:00 | FC Cincinnati      | 2 – 3   | New York Red Bulls                  | Nippert Stadium Toeschouwers: 33.250 Scheidsrechter: Sorin Stoica |
| 15 augustus 2017 20:00 | Bone 31' Berry 62' | Verslag | 75' Verón 78', 101' Wright-Phillips | Nippert Stadium Toeschouwers: 33.250 Scheidsrechter: Sorin Stoica |

## Finale
|                             |                         |       |                       |                                                                            |
| 20 september 2017 19:30 CST | Sporting Kansas City    | 2 – 1 | New York Red Bulls    | Children's Mercy Park Toeschouwers: 21.523 Scheidsrechter: Hilario Grajeda |
| 20 september 2017 19:30 CST | Blessing 25' Sallói 66' |       | 90+1' Wright-Phillips | Children's Mercy Park Toeschouwers: 21.523 Scheidsrechter: Hilario Grajeda |